# Indore (distrikt)
Indore är ett distrikt i den indiska delstaten Madhya Pradesh. Huvudort är staden Indore.
Landet, som ligger på ömse sidor om floden Narbada och även vattnas av övre Chambal samt genomdras av Vindhya- och
Satpurabergen, är synnerligen bördigt och producerar rikligt med vete och andra sädesslag samt sockerrör, bomull och tobak. Klimatet är tryckande hett och fuktigt, och under några månader från slutet av regnperioden var malarian under 1800-talet så härjande i vissa trakter, att ingen europé vågade sig dit . Även kolera var mycket vanlig, in i modern tid.